# القفز (فلم 1895)
القفز (بالفرنسية: La Voltige) هو فيلم أبيض وأسود وثائقي فرنسي قصير صامت يعود صدر عام 1895 من إخراج وإنتاج لويس لوميير. تم تصويره في ليون ، رون ، رون ألب ، فرنسا. شكل الفيلم جزءًا من العرض التجاري الأول لضوء التصوير السينمائي في 28 ديسمبر 1895 في إنديان لاونج، جراند كافيه، 14 بوليفارد دي كابوشينز، باريس.
يصور الفيلم وقوف ثلاثة رجال وحصان في حقل. الرجل الأول ذو الرداء الأبيض يمسك بزمام الحصان ، والرجل الثاني بالأسود يقف يراقب بينما يحاول الرجل الثالث ركوب الحصان. بعد ست محاولات فاشلة ، تمكن أخيرًا من الجلوس بنفسه واستعد للركوب على السرج الجانبي.

## روابط خارجية
- Complete video at The Lumiere Institute (requires QuickTime)
- La Voltige  في قاعدة بيانات الأفلام على الإنترنت (بالإنجليزية)
- La Voltige on يوتيوب